# Donzacq
Donzacq település Franciaországban, Landes megyében. Lakosainak száma 454 fő (2022. január 1.). Donzacq Baigts, Bastennes, Castelnau-Chalosse, Castel-Sarrazin, Caupenne, Gibret, Pomarez és Poyartin községekkel határos.

## Népesség
A település népességének változása:
| Lakosok száma | 505  | 447  | 392  | 439  | 469  | 489  | 481  | 464  | 462  | 454  |
|               | 1968 | 1982 | 1990 | 2006 | 2013 | 2015 | 2017 | 2019 | 2020 | 2022 |